# 南慰礼駅
南慰礼駅（ナムィレえき）は、大韓民国京畿道城南市寿井区福井洞にある、ソウル交通公社8号線の駅。駅番号は「821」。

## 歴史
- 2018年4月16日 - 城南都市計画施設（8号線追加駅）実施計画を告示[1]
- 2019年12月23日 - 着工
- 2021年6月17日 - 駅名を「南慰礼」に確定[2]
- 2021年12月11日 - 試運転開始[3]。
- 2021年12月18日 - 開業。

## 駅構造

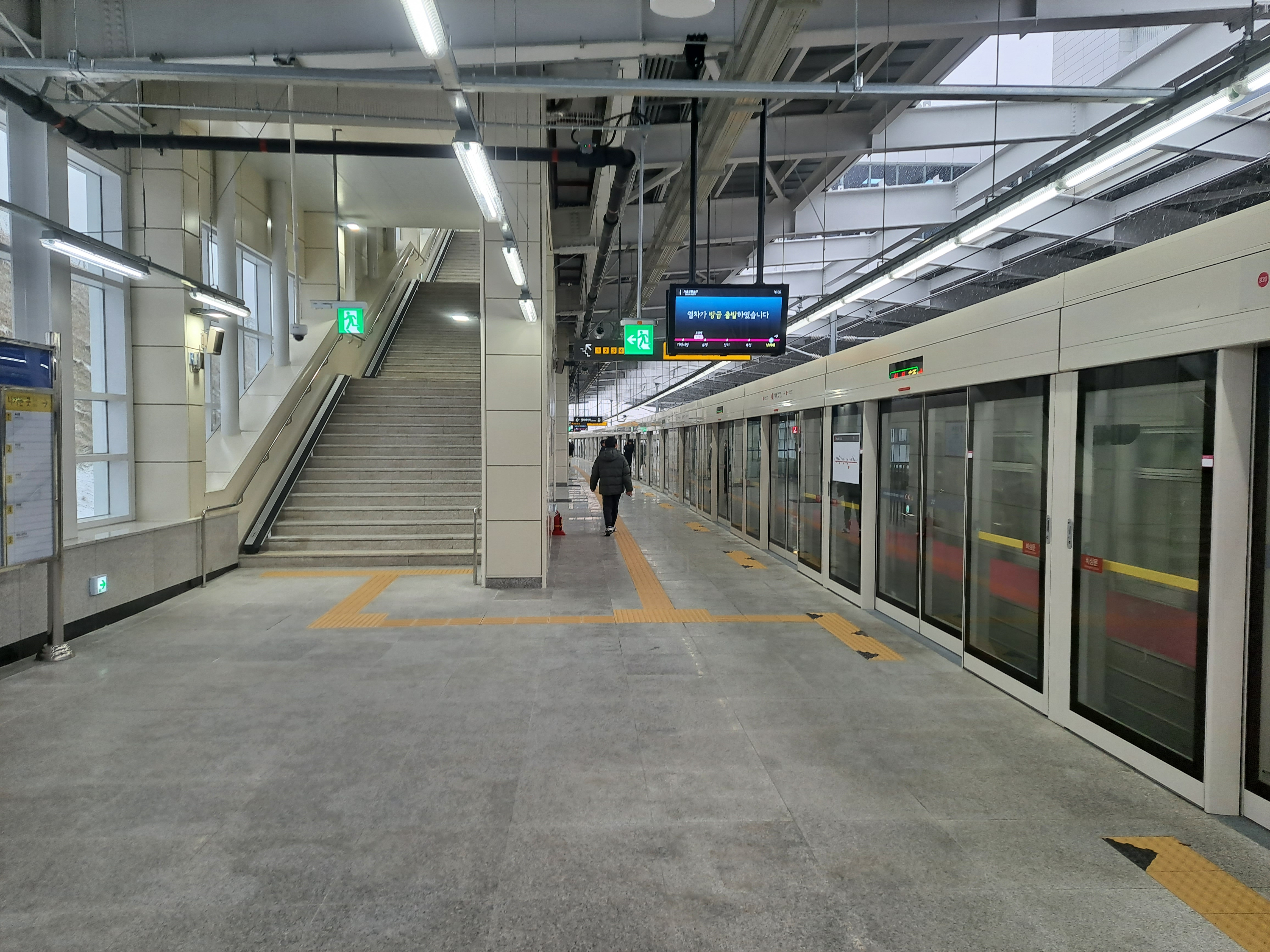
牡丹方面ホーム

相対式ホーム2面2線の地上駅。改札口は岩寺方面ホームに位置し、牡丹方面ホームは跨線橋で連絡している。

### のりば
案内上ののりば番号は設定されていない。 
| 上り | 8号線 | 福井・可楽市場・石村・岩寺・別内方面 |
| 下り | 8号線 | 山城・丹垈オゴリ・寿進・牡丹方面     |

## 駅周辺
- スターバックス 南慰礼駅支店
- 福井高等学校（朝鮮語版）
- 慰礼119安全センター（朝鮮語版）
- 楊原君（朝鮮語版）の墓
- 慰礼ハンビッ初等学校（朝鮮語版）
- 慰礼ハンビッ中学校（朝鮮語版）
- 慰礼ハンビッ高等学校（朝鮮語版）
- 慰礼ヒルステート

## その他
当駅は8号線唯一の地上駅である。

## 隣の駅
ソウル交通公社
 8号線
福井駅 (820) - 南慰礼駅 (821) - 山城駅 (822)